# Hanestad
Land (P17) saknas i Q13406268.
Hanestad är en kyrkby i Rendalens kommun i Innlandet fylke i östra Norge. Orten ligger vid älven Glåma och vid Rörosbanan, där riksväg 3 möter fylkesväg 2216. Här finns Hanestads kyrka.
Tidigare har orten tillhört dåvarande Øvre Rendals kommun.

## Bilder

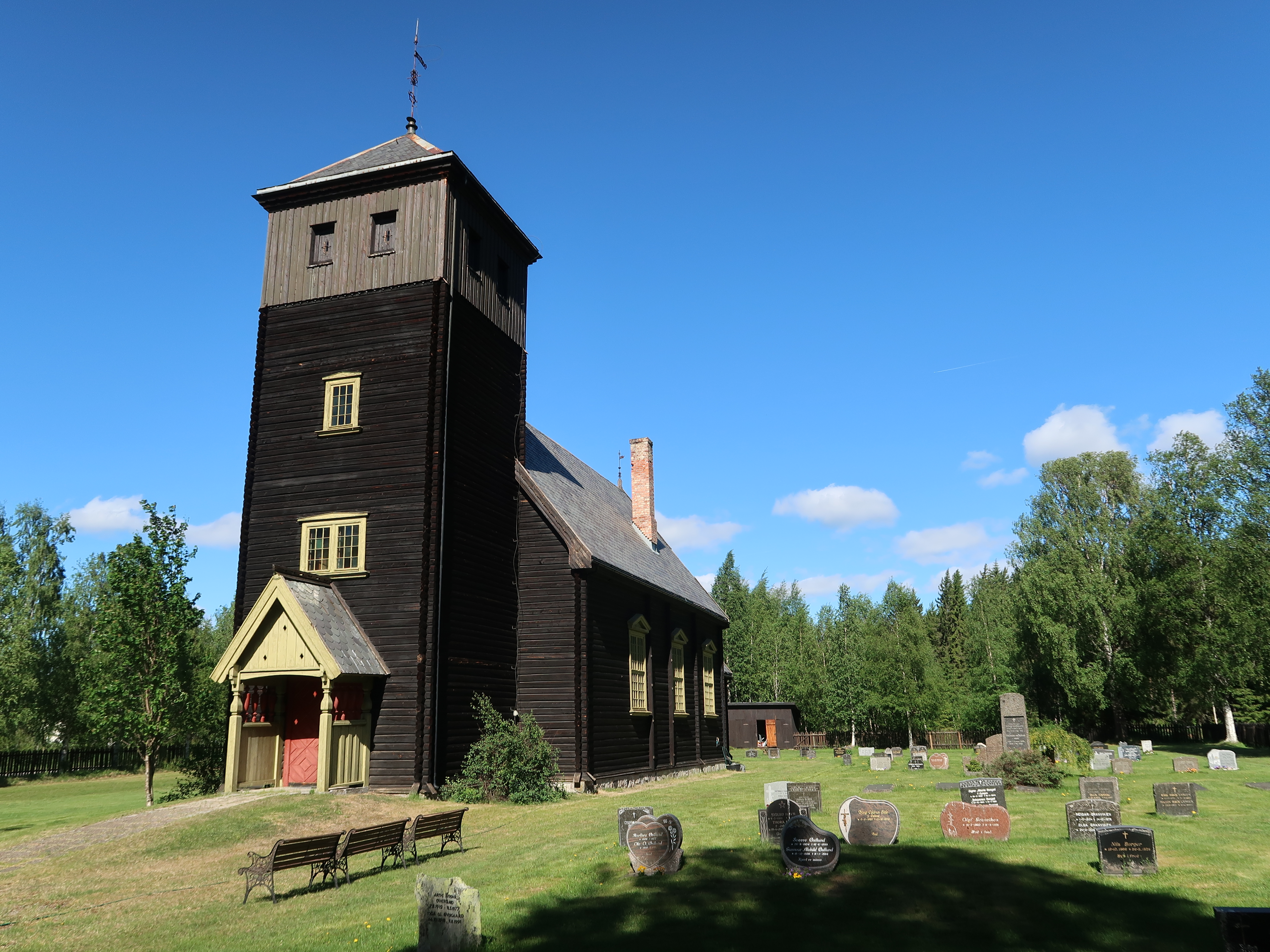
Hanestads kyrka.
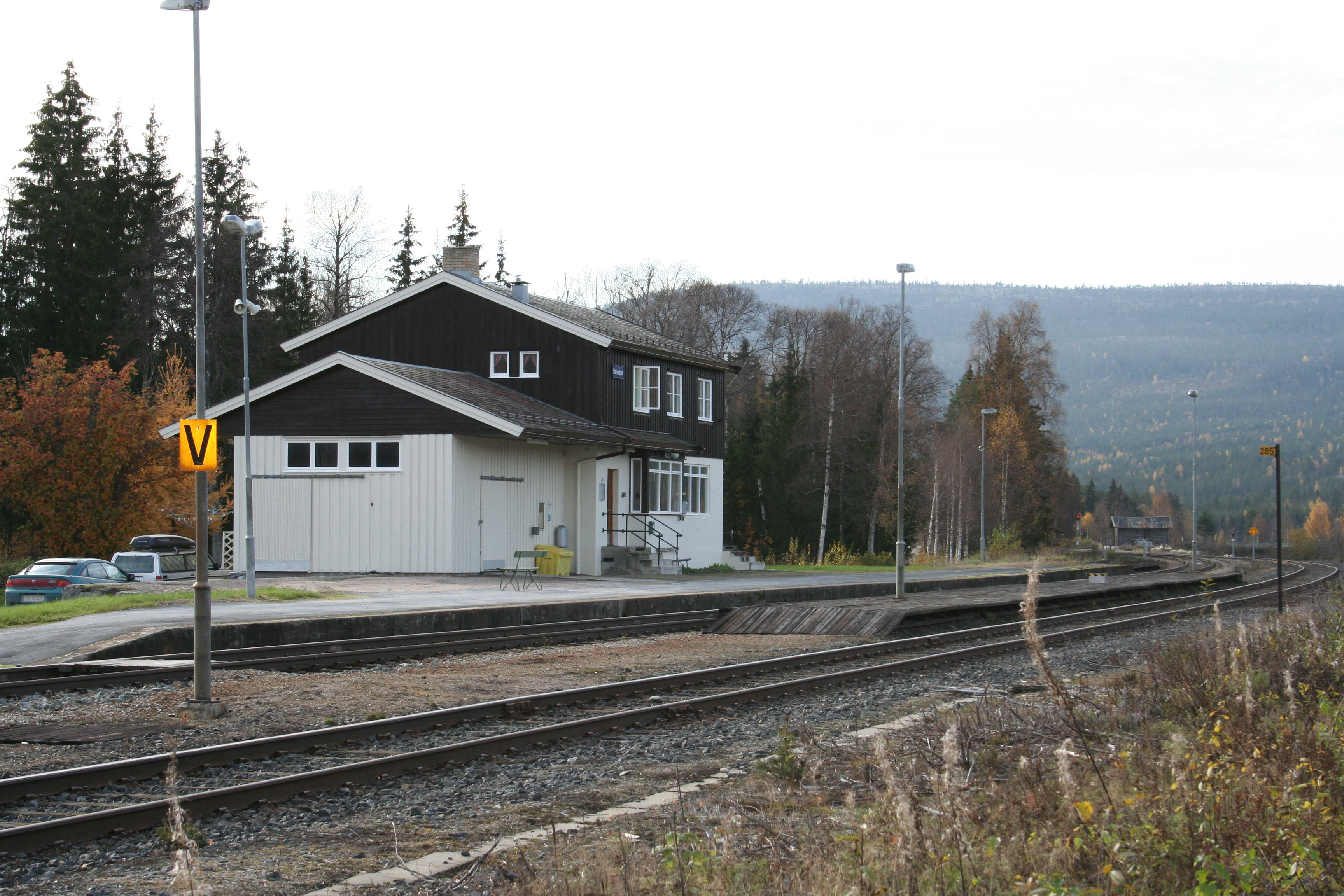
Hanestads station.